# Periccíone
Periccíone (Περικτιόνη, Περικτυόνη Periktione) va ser suposadament la mare de Plató. Es considera que va viure al segle v aC. El Suides l'anomena també Potone, que era el nom d'una germana de Plató. Periccíone era descendent del legislador Soló segons Diògenes Laerci, però de Codros segons Olimpiòdor de Tebes. Va estar casada amb Aristó d'Atenes amb el que va tenir quatre fills: Adimantos, Glaucó, Plató i Potone. Quan va morir Aristó, es va casar amb Pirilampes, que era oncle seu, un polític atenenc. Amb ell va tenir el cinquè fill, Antifont, que va ser un orador conegut, a més de filòsof i matemàtic.
Periccíone va escriure dos llibres: Sobre l'harmonia femenina i Sobre la saviesa, però els fragments reproduïts per Estobeu es consideren espuris degut a incoherències cronològiques. Se la inclou dins de l'escola pitagòrica.